# Heinrich Lefler

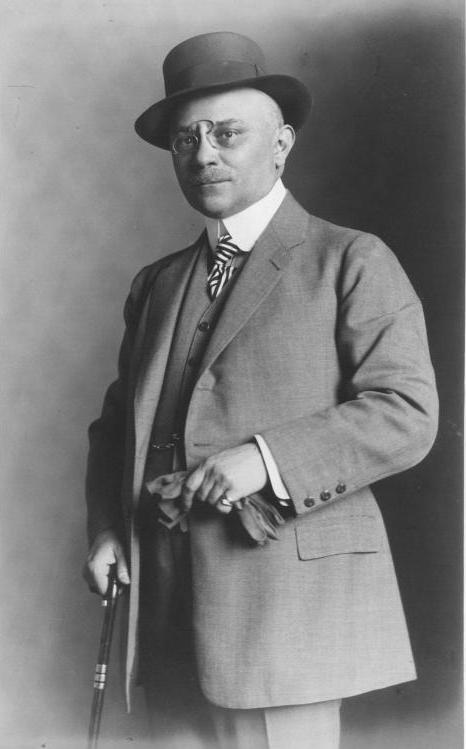
Heinrich Lefler um 1900

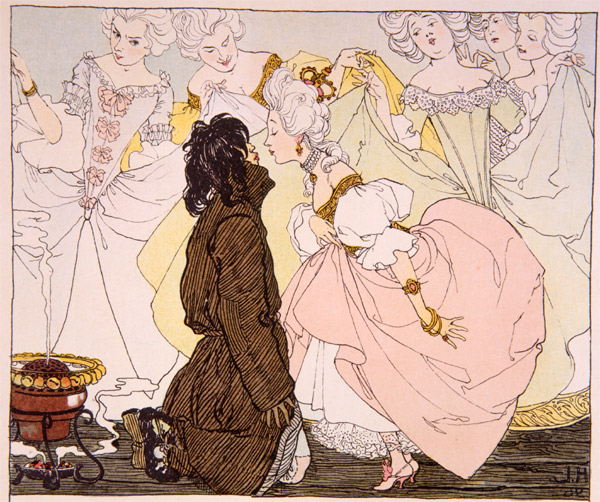
Aus: Hans Christian Andersen: Die Prinzessin und der Schweinehirt, Wien 1897

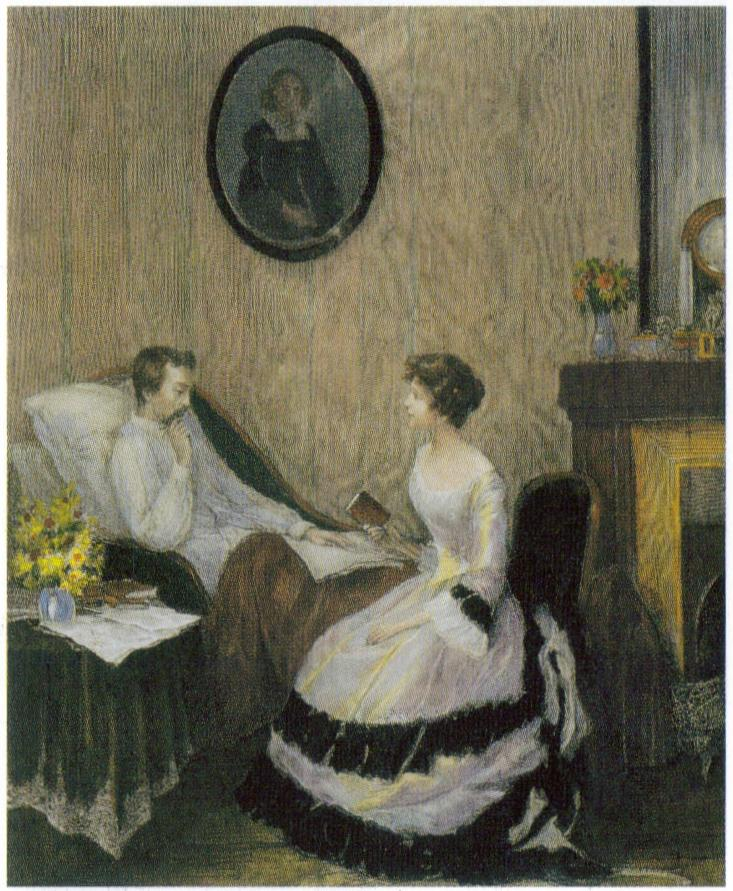
Heinrich Heine und Elise Krinitz

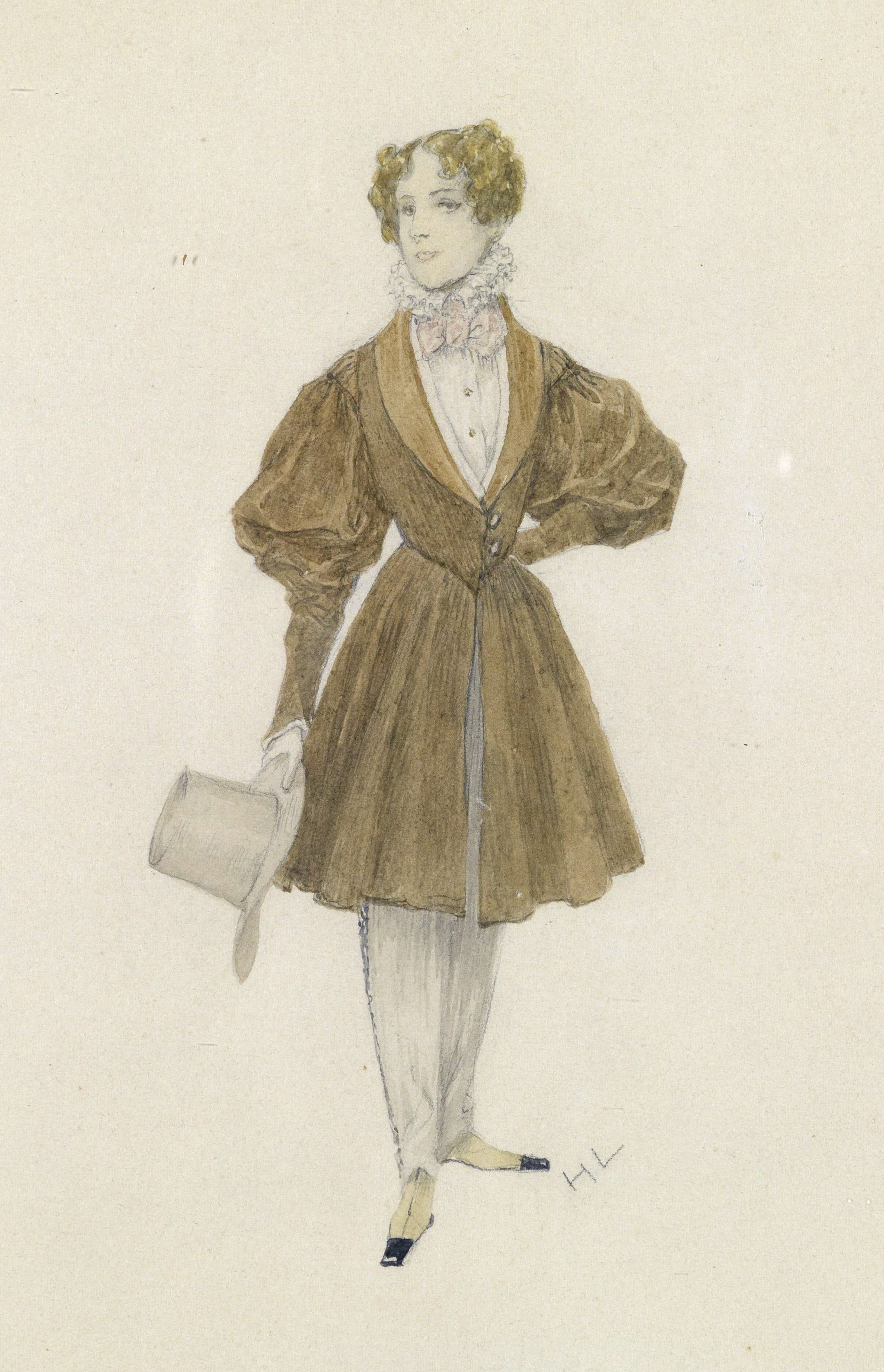
Erzherzog Karl im Biedermeier-Theaterkostüm (1908)

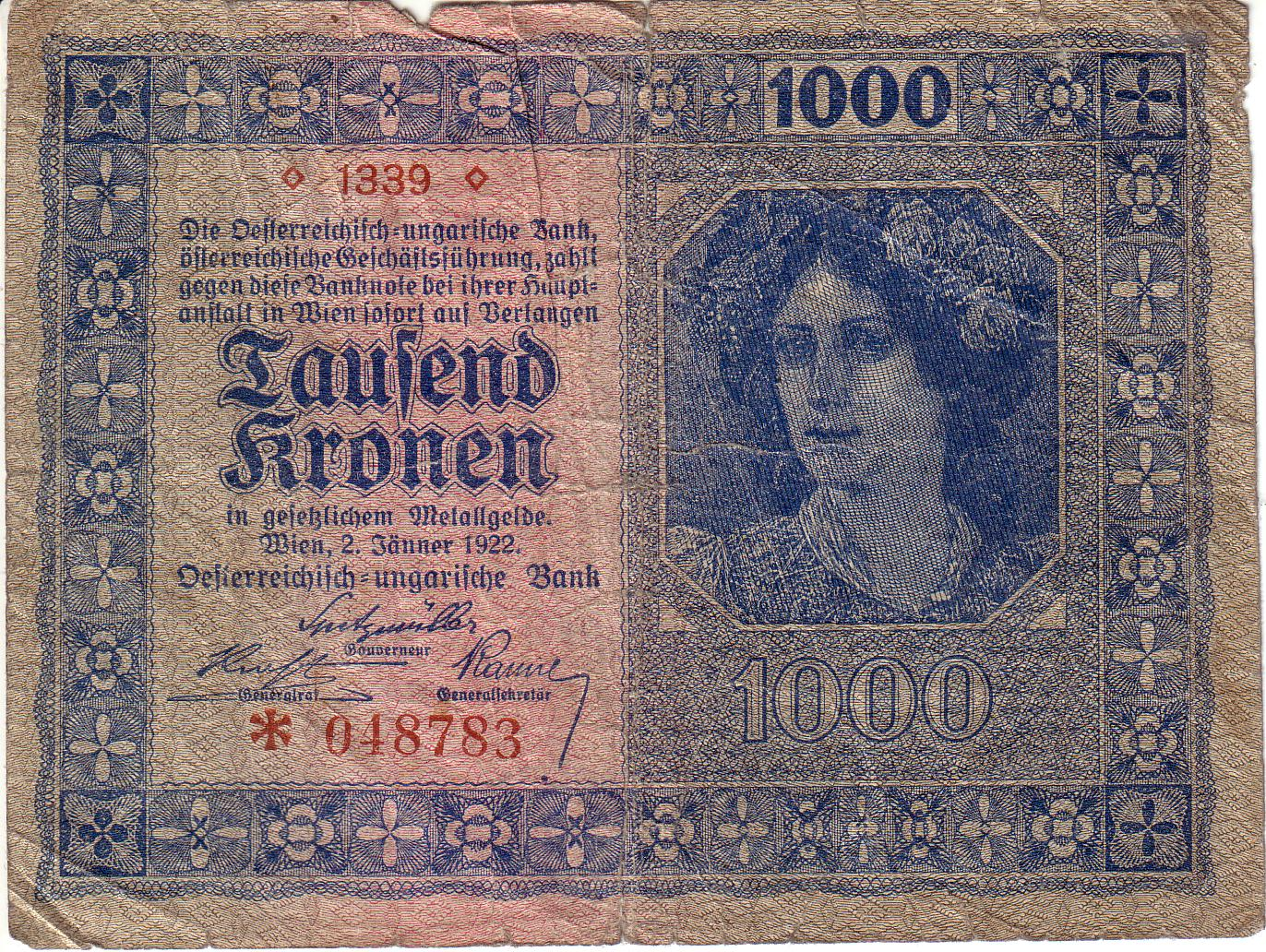
1000 Österreichische Kronen (Banknote) von 1922, gestaltet nach Heinrich Leflers Tod von seinem Schüler Rudolf Junk unter Weiter-Verwendung des von Lefler 1902 gestalteten Portraits von Minna Wiesmüller, seiner Ehefrau (Hochzeit 1903)

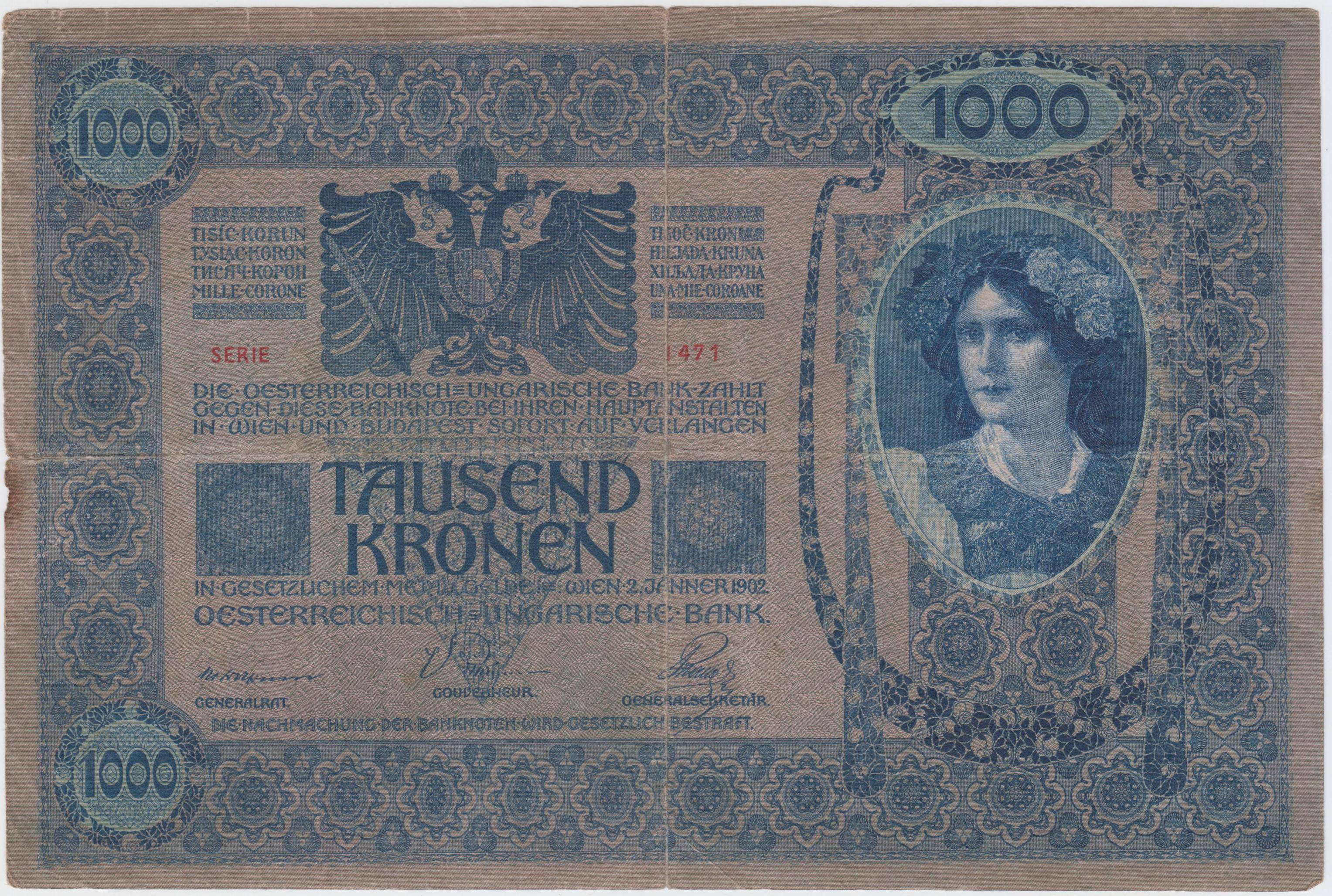
Nach den Entwurf von Heinrich Lefler und Joseph Urban vom akademischen Kupferstecher Ferdinand Schirnböck umgesetzte 1000-Kronen-Banknote von 1903 mit dem Portrait von Minna Wiesmüller.

Heinrich Lefler (* 7. November 1863 in Wien; † 14. März 1919 ebenda) war ein österreichischer Maler, Graphiker und Bühnenbildner.

## Leben und Werk
Heinrich Lefler wurde als Sohn von Franz Lefler, der ebenfalls Künstler war, in Wien geboren.
Er studierte von 1880 bis 1884 an der Wiener Akademie der bildenden Künste bei Christian Griepenkerl, ab 1884 an der Akademie der Bildenden Künste in München bei Nikolaus Gysis und Wilhelm von Diez. 1891 wurde er Mitglied der Gesellschaft bildender Künstler Österreichs, Künstlerhaus. 1900 war er ein Gründungsmitglied des Hagenbundes.
Von 1900 bis 1903 war Lefler (unter der Direktion von Gustav Mahler) Ausstattungsleiter an der Wiener Hofoper. Von 1903 bis 1910 hatte er eine Professur an der Akademie der Bildenden Künste inne. (Für diese Professur hatte sich u. a. auch Gustav Klimt beworben.) Einer seiner Schüler an der Akademie war kurzfristig auch Richard Gerstl. Gleichzeitig war Heinrich Lefler ab 1903 Ausstattungsleiter am Wiener Burgtheater. Bemerkenswert ist, dass Lefler bereits 1902 Bühnenbilder für die Inszenierung einer Wagner-Oper an der Metropolitan Opera in New York entwarf, die per Schiff nach New York geliefert wurden. Zahlreiche Publikationen zum Schaffen des Künstlerduos Heinrich Lefler – Joseph Urban in der v. a. im anglo-amerikanischen Sprachraum renommierten Kunstzeitschrift The Studio geben Zeugnis vom damaligen Bekanntheitsgrad des Künstlers.
Neben seiner Tätigkeit als Bühnenbildner in Wien, Dresden und Berlin, seiner Professur an der Akademie der Bildenden Künste in Wien, seinem wegweisenden Schaffen in der Illustration von Kinder- und Jugendliteratur war es die gemeinsam mit Joseph Urban und seinem Vater, dem Maler Franz Lefler in Weissenbach an der Triesting verbrachte Sommerfrische, die dem erfüllten Künstlerleben gleichermaßen Ausgleich wie Inspirationsquelle bot. Gemeinsam mit seinem Vater ausgeführte Fresken an den Hausfassaden von Villen und Hotels, liebevoll gestaltete Einladungskarten zu Sommerfesten in Weissenbach und gemeinsam mit dem Librettisten Camillo Walzel inszenierte Kinder- und Sommertheateraufführungen geben einen Eindruck davon.
Das Künstlerduo Heinrich Lefler – Joseph Urban zeichnet aber auch verantwortlich für die künstlerische Gestaltung von Ausstellungs- und Jubiläumsprojekten wie zum Beispiel dem Schiller-Festumzug von 1905 in Wien und dem Festzug entlang der Wiener Ringstraße anlässlich des Kaiser-Jubiläums von 1908, beide begleitet von aufwendig gestalteten Publikationen. Unter der künstlerischen Leitung von Hugo von Tschudi, dessen Engagement in Sachen Kunst in Wassily Kandinskys theoretischem Werk, Über das Geistige in der Kunst, lobende Erwähnung findet, entstand 1907 in Deutschland ein weiteres prunkvoll ausgestattetes Beispiel damaliger Buchkunst mit hochkarätigen Illustrationen von Heinrich Lefler und Josef Urban, Illustrationen, die sich künstlerisch am Werk von William Morris orientieren und in schöpferisch eigenständiger Weise Anregungen der Arts and Crafts Movement verarbeiten. Zu seinem 60. Geburtstag wurde der Schriftsteller Detlev von Liliencron mit einer von Heinrich Lefler künstlerisch gestalteten Festschrift geehrt, zu der bekannte Autoren der Zeit, darunter Peter Altenberg, Hermann Bahr, Marie von Ebner-Eschenbach, Roda Roda, Peter Rosegger, Ferdinand von Saar, Arthur Schnitzler, Stefan Zweig u. v. a., Beiträge verfassten.
Zur Morris'schen Vorstellung von der künstlerischen Durchdringung aller Lebensbereichen passen auch Heinrich Leflers Entwürfe von Banknoten- und Optionsscheinen, sowie seine wegweisenden Plakate für die Firma „Auerlicht“ und – um noch eine Verbindung zu der von Heinrich Lefler geliebten Sommerfrische in Weissenbach an der Triesting herzustellen – die Werbeplakate für die Firma Krupp in Berndorf, die in ihrer Aussage genau jene Versöhnung zwischen Arbeit und Kunst thematisieren, die später auch für die „Stilklassenzimmer“ der später dort errichteten Schule kennzeichnend sind.
Daneben gibt es künstlerische Arbeiten für den Aquarellisten-Club, für den Fahrrad- und Blumencorso, Gestaltungen von Kalendern und zahlreichen Märchen- und Liederbüchern sowie Anschauungsmaterial für den Schulunterricht und Illustrationen für die Jugendzeitschrift Jugendrotkreuz des österreichischen Roten Kreuzes. Nicht unerwähnt bleiben darf die erfolgreiche Zusammenarbeit mit dem Regisseur und Theaterdirektor Rainer Simons am Kaiser-Franz-Josephs-Jubiläums-Stadttheater, der heutigen Wiener Volksoper. Belege für eine gegenseitige Wertschätzung und v. a. eine erfolgreiche bühnenkünstlerische Zusammenarbeit mit Max Reinhardt finden sich in der Max-Reinhardt-Collection der Harvard-Universität in den USA, in der sich bedeutende Kostüm- und Bühnenentwürfe Heinrich Lelfers erhalten haben. Gemeinsam mit Josef Urban zeichnet Lefler verantwortlich für die Ausstattung des Wiener Rathauskellers und für Entwurf und Ausstattung des Schlosses des Grafen Esterhazy.
1903 heiratete Heinrich Lelfer die Opernsängerin Mina Wiesmüller, deren Porträt die 1902 von ihm gestaltete 1000-Kronen Banknote zierte.
Am 14. März 1919 starb Heinrich Lefler in Wien. Er hat ein Ehrengrab auf dem Wiener Zentralfriedhof. Im Jahr 1932 wurde in Wien-Donaustadt (22. Bezirk) die Heinrich-Lefler-Gasse nach ihm benannt.

## Lefler und Joseph Urban
Der erste Kontakt zwischen den beiden Künstlern wurde über deren gemeinsamen Freund, den Sänger und Schauspieler Leo Slezak vermittelt. Urban heiratete später Leflers Schwester Maria (Mizzi), womit neben freundschaftlichen und geschäftlichen auch familiäre Bande zwischen den beiden geknüpft waren.
Zusammen mit seinem Schwager Joseph Urban gehörte Lefler zu den wichtigsten Künstlern des europäischen Jugendstils. Beide Künstler arbeiteten oft zusammen und gestalteten z. B. einen 1905 erschienenen Kalender mit Motiven aus den Märchen der Brüder Grimm oder einen Kalender auf 1913 (1912) mit von Hugo Salus nacherzählten Märchen von Hans Christian Andersen. Urban lieferte dabei stets die dekorative Umrahmung zu Leflers Illustrationen.